# Teresópolis
Teresópolis és una ciutat de muntanya de la zona anomenada Região Serrana dins l'Estat brasiler de Rio de Janeiro. El Parque Natural Municipal Montanhas de Teresópolis es troba parcialment dins els límits de la ciutat.

## Història
Teresópolis començà com un quilombo fundat per negres cimarrons i pobles indígenes brasilers. El 1818 l'anglès George March (1781-1845) hi establí una granja, i a la seva mort, la granja va ser dividida.
El 1855, l'assentament es va convertir oficialment en vila municipal i reanomenat "Freguesia de Santo Antonio de Paquequer"; però els seus habitants continuaren anomenant-lo "Teresópolis" (per l'emperadriu Teresa Cristina). Aleshores el municicpi tenia 2.000 habitants.
L'emperadriu Isabel de Brasil visità la ciutat el 1868; l'emperador Pedro II de Brasil ho va fer el 1870 lloant la seva bellesa.
Unes 382 persones de la ciutat moriren en les inundacions de gener de 2011.

## Muntanyes de Teresópolis
A Teresópolis hi ha moltes muntanyes la més famosa és el Dedo de Deus.
- Pic de Pedra do Sino (2,263 m)
- Pic de Pedra do Açu (2,230 m)
- Pic d'Agulha do Diabo (2,020 m)
- Pic de Nariz do Frade (1,919 m)
- Pic de Dedo de Deus (1,651 m)
- Pic de Pedra da Ermitage (1,485 m)
- Pic de Dedo de Nossa Senhora (1,320 m).

## Esport
Teresópolis és el centre d'entrenament oficial de la selecció nacional de futbol del Brasil.